# Victa (Dogaressa)
Victa (* in Venedig; † ebenda) war die Ehefrau des venezianischen Dogen Domenico Michiel, und damit während dessen Amtszeit von 1118 bis 1129/1130 Dogaressa. Sie blieb, wie dies üblich war, nur für die Amtsdauer ihres Ehemannes Dogaressa, also bis zu dem Zeitpunkt, als dieser 1129 oder 1130 zurücktrat. Victa ist nur durch die Chronik des späteren Dogen Andrea Dandolo belegt. 
Victa war einerseits die Mutter der nachfolgenden Dogaressa Adelasa Michiel. Diese heiratete nämlich den Nachfolger Michiels im Amt, Pietro Polani, im Jahr 1130 und wurde als ducatrix bezeichnet. Diese später zu Dogaressa fortentwickelte Bezeichnung, die in der Form ductrix um 1000 erstmals in den Quellen auftaucht, nämlich in der Istoria Veneticorum, wurde nach und nach zu einer Amtsbezeichnung, die beständig ihre Eigenschaften veränderte, ähnlich wie die männliche Form dux bzw. Doge sich rechtsinhaltlich überaus stark veränderte.
Sie brachte neben ihrer Tochter Adelasa einen Sohn zur Welt, nämlich einen Jungen namens Leachim, der den Vater drei Jahre als Vizedoge in dessen Abwesenheit vertrat, als der Doge eine Kreuzzugsflotte führte. Leachim starb wohl vor 1151 und hinterließ eine Reihe von Nachkommen.
Andrea Dandolo schreibt zum Jahr 1129/1130 anlässlich der Beisetzung des Dogen: „in sepulcro marmoreo ponitur quod Victa relicta eius fieri fecit“. Seine Frau „Victa“ war also diejenige, die für sein marmornes Grabmal sorgte. Dieses Grabmal in der Kirche auf San Giorgio Maggiore wurde im 17. Jahrhundert abgerissen. Über Victas weiteres Leben ist nichts bekannt.